# FC Stern Bremen
Der FC Stern Bremen war ein Sportverein aus dem Bremer Stadtteil Neustadt. Die erste Fußballmannschaft nahm 1923 an der Norddeutschen Meisterschaft teil.

## Geschichte
Der Verein wurde im Jahre 1907 gegründet und war wohl der erste deutsche Fußballverein, der von einer Frau gesponsert wurde. Die Fischgroßhändlerin Johanna Lucie Henriette Flechtmann, auch als Fisch-Luzie bekannt, engagierte sich nicht nur finanziell für den Verein. Nach ihrem Tod im Jahr 1921 erreichte der FC Stern ein Jahr später die Norddeutsche Meisterschaft. Als Meister der Weserkreisliga traf die Mannschaft in der ersten Runde auf Eintracht Hannover und unterlag mit 1:4. In den folgenden Jahren rutschte die Stern-Mannschaft ins Mittelmaß zurück und stieg 1928 als Tabellenletzter ab. 
Nach 1945 fusionierte der FC Stern mit der Bremer TG und der Freien Turnerschaft Neustadt zur SG Neustadt. Die Bremer TG spaltete sich 1946 wieder ab, während sich der Restverein ab 1950 TuS Bremen-Neustadt nannte. Die Bremer TG und der TuS Neustadt fusionierten 1972 zur Bremer TS Neustadt.